# Palma (Santa Maria)
Palma (Pronunciación portuguesa: [p'awmA], "palma") es un barrio del distrito de Palma, en el municipio de Santa Maria, en el estado brasileño de Río Grande del Sur. Está situado en el este de Santa Maria.

## Villas
El barrio contiene las siguientes villas: Comunidade Arnesto Penna Carneiro, Faxinal da Palma, Fazenda Palma, Fazenda Pozzobon, Linha Sete Sul, Loteamento Erondina Toniasso Bassan, Palma, Palmas, Passo do Cachorro, Passo do Gato, Passo dos Preto, Rincão dos Camponogara, Rincão dos Ventura, Santa Lúcia, Santa Teresinha, Santo Antônio, São Sebastião, Vale dos Panno, Vila Almeida, Vila Balconi, Vila Fuganti, Vila Gomes, Vila Palma, Vila Toniasso, Vila Venturini, Vista Alegre;

## Galería de fotos

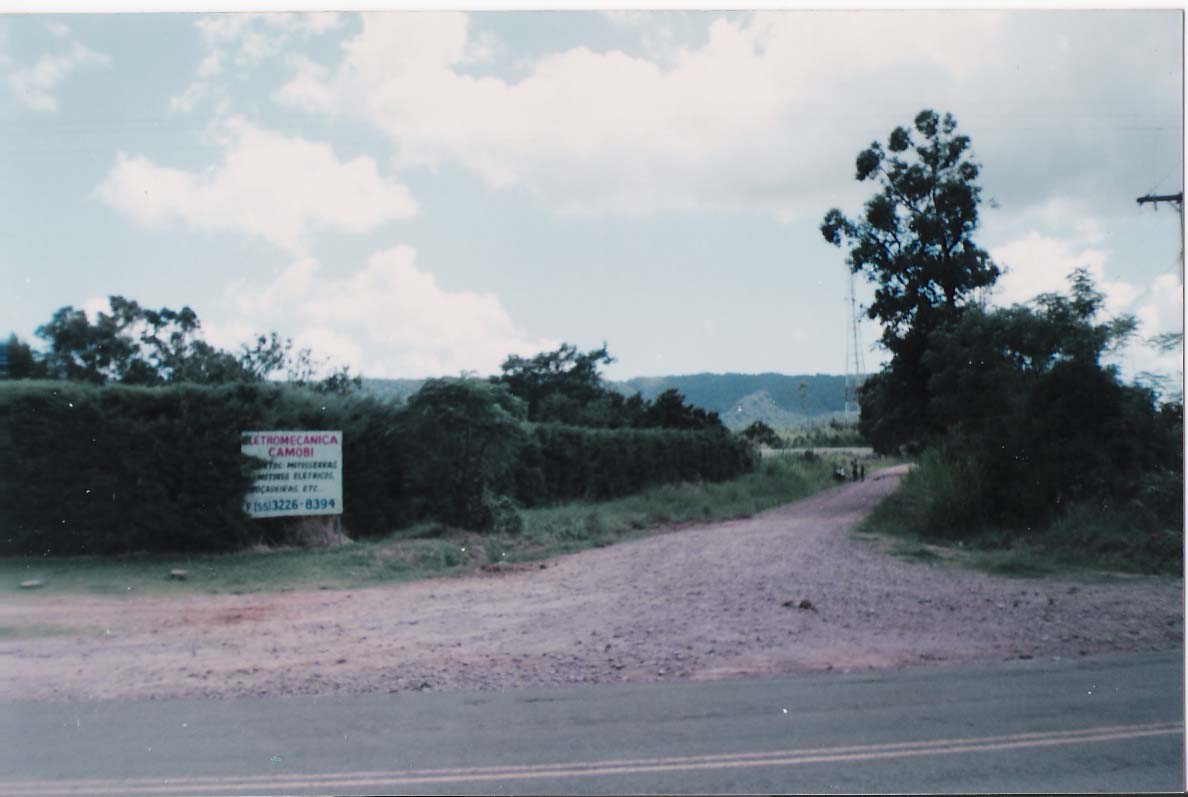
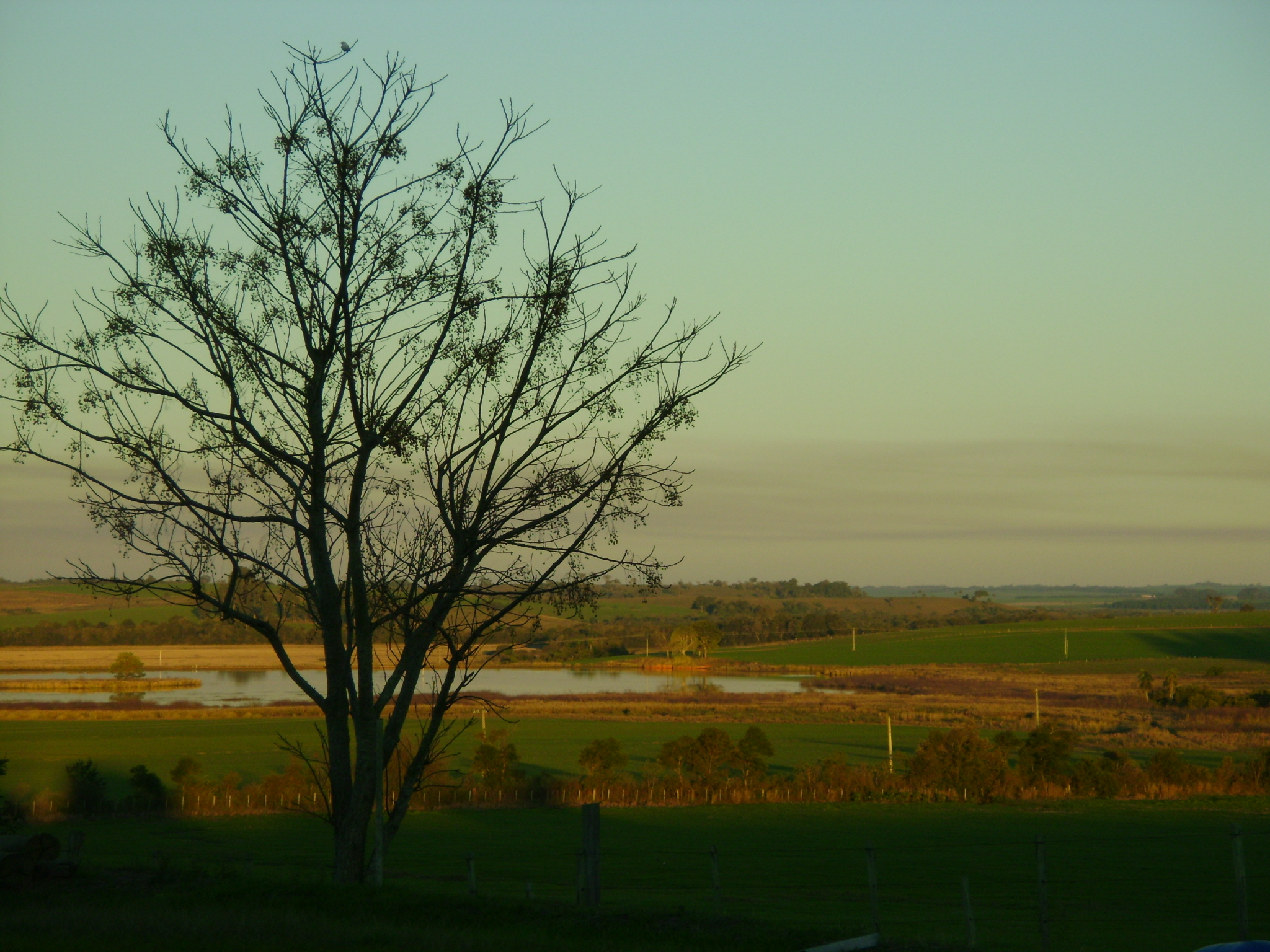
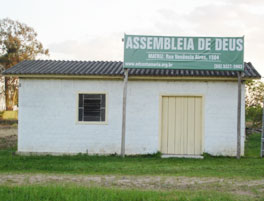
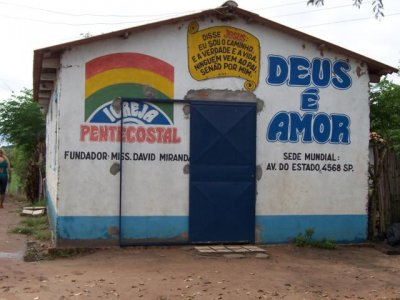
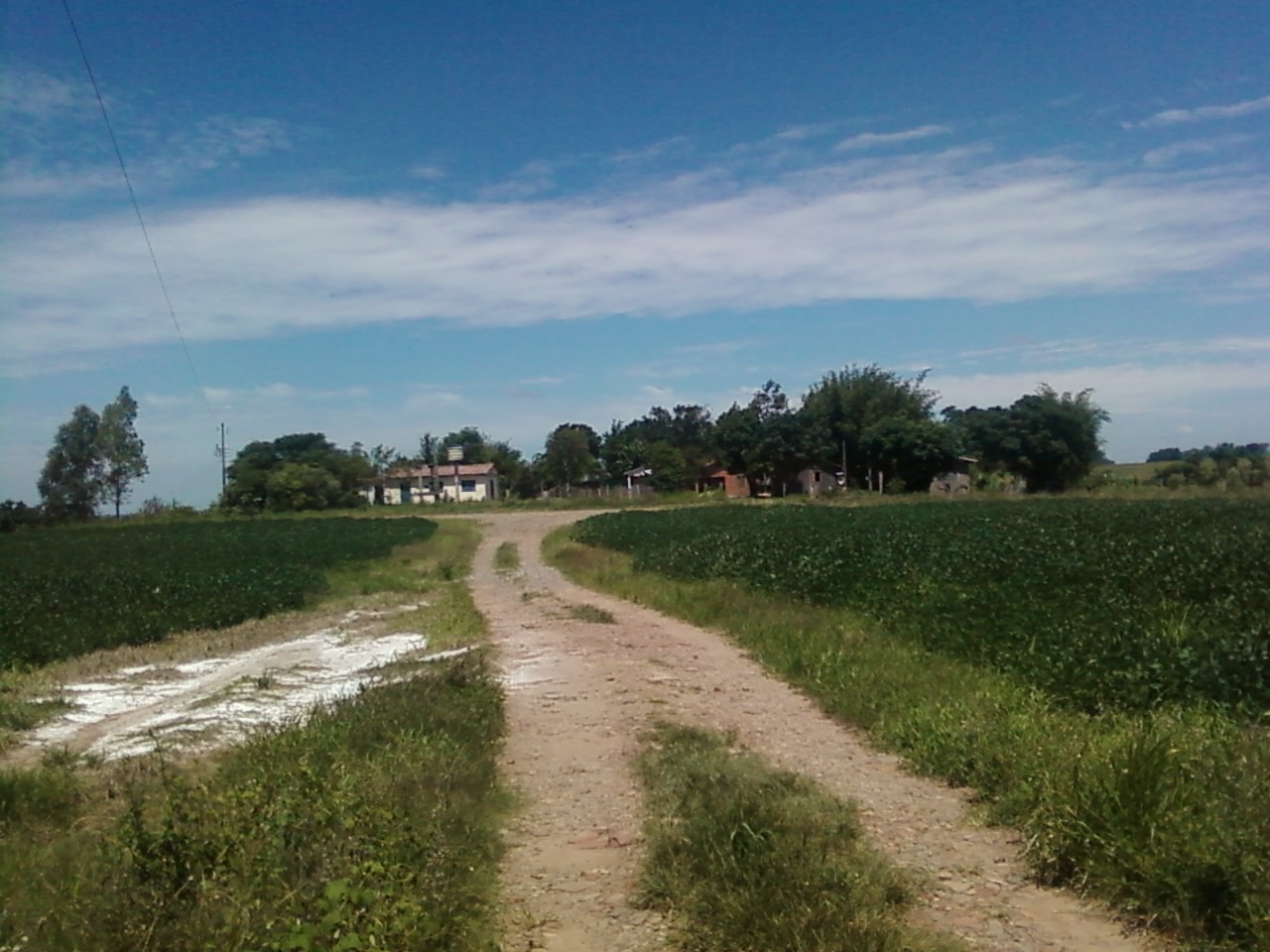
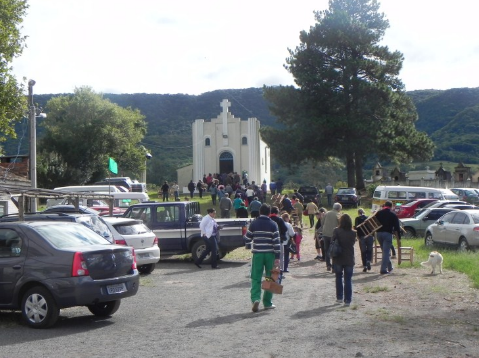
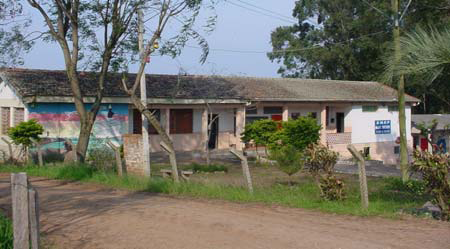

| Noroeste: Arroio Grande | Norte: Silveira Martins | Nordeste: Silveira Martins Restinga Seca |
| Oeste: Camobi           |                         | Este: Restinga Seca                      |
| Suroeste: Pains         | Sur: Arroio do Só       | Sureste: Restinga Seca                   |